# Fortunat Nowicki
Fortunat Nowicki (ur. 19 lutego 1830 w Borowiczach, zm. 14 czerwca 1885 w Nałęczowie) – lekarz i społecznik, uczestnik powstania styczniowego, zesłaniec, twórca Zakładu Leczniczego w Nałęczowie.

## Życiorys
Urodzony w guberni wołyńskiej, był synem Apolonii (z Radeckich) i Jakuba, niezamożnego dzierżawcy. Gdy w dzieciństwie stracił ojca, a kilka lat później zmarła matka, z pomocą przyszli mu całkiem obcy ludzie. Od młodości interesował się poezją i literaturą. Uczęszczał do szkoły parafialnej w Horochowie, potem do szkoły powiatowej w Łucku, gimnazjów w Żytomierzu i Równem, gdzie zdał maturę z wyróżnieniem. Po ukończeniu gimnazjum w Równem został prywatnym nauczycielem, dopiero w wieku 23 lat rozpoczął studia medyczne w Kijowie, gdzie spotkał starszego brata Bolesława Prusa, Leona Głowackiego oraz Wacława Lasockiego.
W 1858 Nowicki odbył podróż do Zachodniej Europy, gdzie nawiązał kontakty z Joachimem Lelewelem, Teodorem Tomaszem Jeżem i Józefem Ignacym Kraszewskim. Osiadł w Żytomierzu, skąd za udział w powstaniu styczniowym w 1861 został zesłany do Tambowa. W 1864 został lekarzem zdrojowym w Lipiecku, gdzie przez dwanaście lat był praktykantem na stanowisku dyrektora zakładu leczniczego. Dom Fortunata Nowickiego, i jego żony Zenony, stał się oparciem dla wielu Polaków zesłanych za działalność niepodległościową. Po powrocie do kraju w 1877 założył zakład kąpielowy w Nałęczowie, którego dyrektorem był do 1882.
Zbadał wody żelaziste w Szepietówce na Wołyniu, na Sławinku pod Lublinem, w Celejowie koło Kazimierza i w Nałęczowie. Ogłosił m.in.: Wołyń i jego mieszkańcy w r. 1863 (1870), O użyciu lekarskim wody żelazistej źródeł Nałęczowskich (1883).
W Bibliotece Jagiellońskiej zachowały się listy Nowickiego do Kraszewskiego, który zawsze „wysoko cenił Nowickiego przymioty i do ostatniej chwili zachował dlań w sercu swoim niezachwiany szacunek, przyjaźń gorącą i zaufanie bez granic” – jak zanotował ich wspólny znajomy, poeta Leonard Sowiński. Nowicki po zbudowaniu przy alei Lipowej w Nałęczowie willi – nazwał ją „Pod Kraszewskim”, również na znak szacunku, jakim sam darzył pisarza.
Bezdzietni Nowiccy wzięli na wychowanie Faustynę Morzycką, która była później pierwowzorem literackim Stasi Bozowskiej, głównej bohaterki noweli Stefana Żeromskiego pt. Siłaczka.
Zmarł w Nałęczowie i pochowany został na cmentarzu w Bochotnicy.

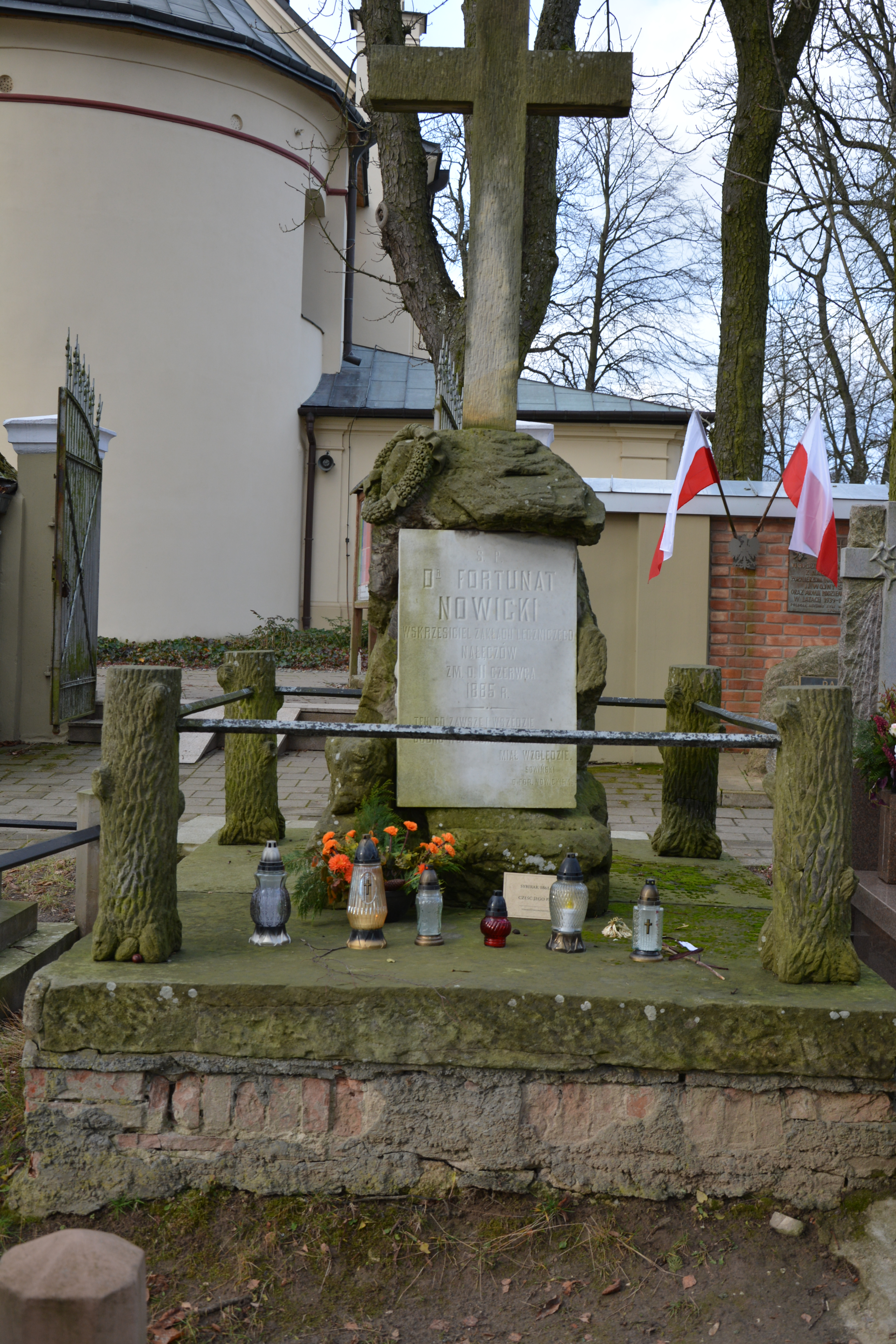
Grób Fortunata Nowickiego przed renowacją

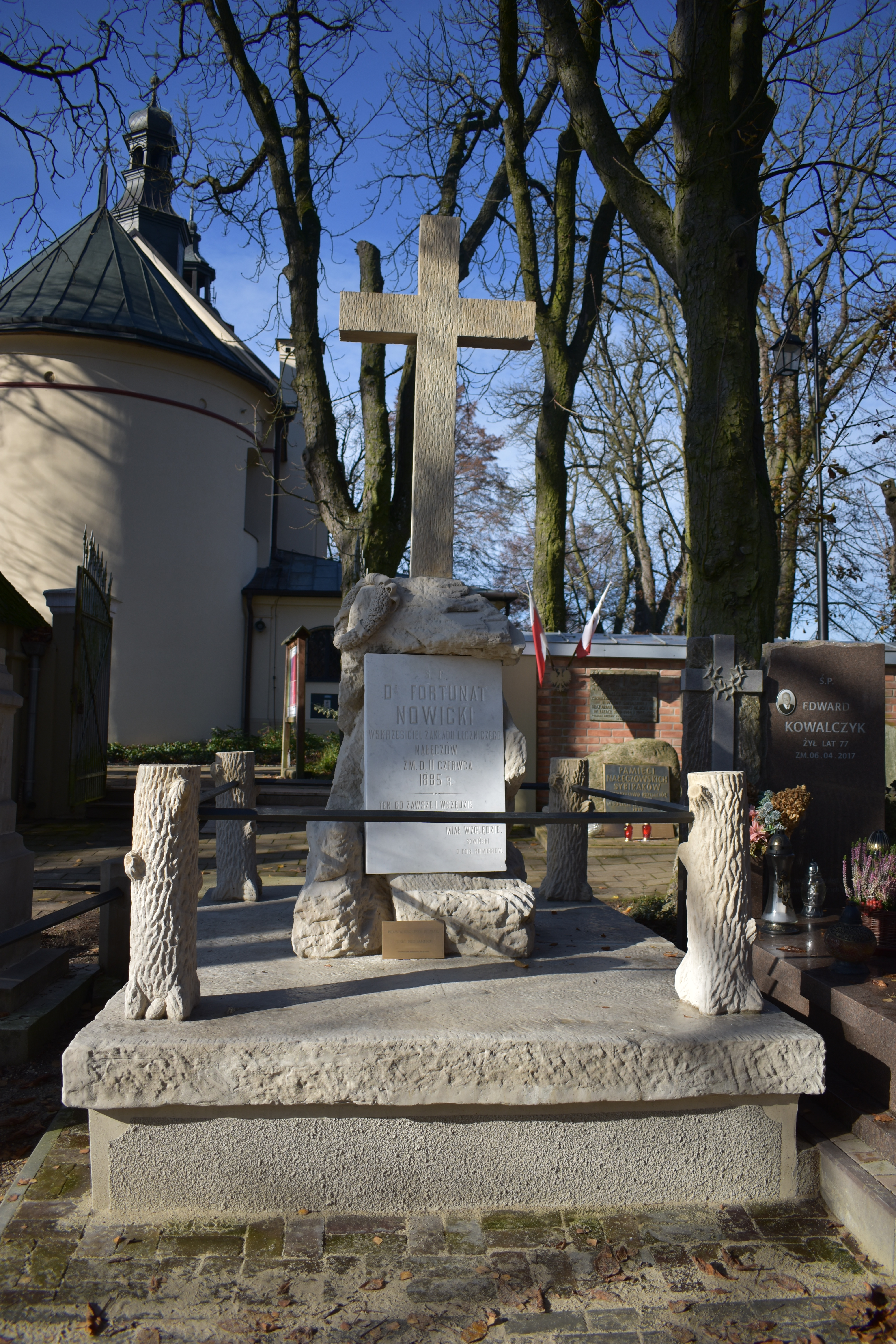
Grób Fortunata Nowickiego po renowacji (2023)

W 2022 Towarzystwo Przyjaciół Nałęczowa, dzięki środkom przyznanym przez premiera Mateusza Morawieckiego[niewiarygodne źródło?], odnowiło miejsce pochówku Nowickiego[niewiarygodne źródło?].

## Upamiętnienie
W Nałęczowie jego imieniem nazwano źródło przy Starych Łazienkach oraz ulicę.